# Krzysztof Klempka
Krzysztof Klempka (ur. 24 grudnia 1968) – polski piłkarz występujący na pozycji napastnika. Obecnie trener KS Czarni Pliszczyn. Wcześniej występował w Spółdzielni Siedliszcze, Czarnych Pliszczyn, Górniku Łęczna, Lubliniance, Warcie Poznań, Stali Stalowa Wola, Siarce Tarnobrzeg, Lewarcie Lubartów, Chełmiance Chełm, Granicz Dorohusk, Orionie Niedrzwica Duża i Vojsławi Wojsławice.